# عيلة خمس نجوم (مسلسل)
عيلة خمس نجوم مسلسل سوري كوميدي من تأليف حكم البابا، وإنتاج شركة الشام الدولية، العام 1994، ومن بطولة الفنانة الكبيرة سامية الجزائري وأمل عرفة وأندريه سكاف وفارس الحلو وأمانة والي ومن إخراج هشام شربتجي.
يعتبر المسلسل بمواسمه الأربعة أول مسلسل عربي ضمن صنف كوميديا الموقف، حيث تم تمثيله فقط بالتصوير الداخلي على طريقة (الديكور الواحد) ولم تخرج لقطات الكاميرا من ساحات المنزل وغرفه وممراته الخارجية طوال العرض، تم عرض المسلسل للمرة الأولى على شاشة التلفزيون العربي السوري عبر قناته الأولى وأحدث نجاحاً منقطع النظير.
تقع أحداث المسلسل في 30 حلقة مختلفة المواضيع والعناوين. يدور القالب الرئيسي للمسلسل حول عائلة أم أحمد بلاليش (سامية الجزائري) وأولادها سمر (أمل عرفة) وأحمد (أندريه سكاف) ومحمد. تسكن هذه العائلة في منزل للأجار في حارة دمشقية عريقة. يتقدم الموظف فرحان (فارس الحلو) لخطبة سمر فتوافق الأم على مضض تبدأ الأحداث بالتطور.
يتميز فرحان بكلامه وسلوكه على الطريقة الحمصية مما يضيف جواً مرحاً على المسلسل. يتباهى في كثير من المواقف بعلاقته الوطيدة بأبو فؤاد الذي يمكن تعريفه بأنه مسؤول له علاقات جيدة ويمون على الجميع. يحب فرحان شرب المته كثيراً حيث إنه يحتفظ بمصاصة المته دائماً في جيبه وكأنها سلاح المقاتل لا يستطيع المحاربة بدونه.

## الممثلون
- سامية الجزائري
- أمل عرفة
- فارس الحلو
- أندريه سكاف
- أمانة والي
- رياض شحرور
- هدى شعراوي
- عصام عبه جي
- أحمد عداس
- أميمة الطاهر
- سعد الدين بقدونس
- جرجس جباره
- أحمد منصور
- شريف السيد
- سلافة عويشق
- محمد طرقجي
- مجدي غالب

## شخصيات المسلسل
من الشخصيات التي تظهر بشكل دوري في أحداث المسلسل:
- أم تيسير: الجارة الوفية لأم أحمد. تقوم لأداء الشخصية الممثلة هدى شعراوي
- أم خالد: العدوة اللدودة لأم أحمد وقامت بأداء هذا الدور الممثلة أميمة الطاهر
- عوض: وهي ابنة أخت أم أحمد. المتأثرة بأحداث الحرب الأهلية اللبنانية كونها عاصرتها. تقوم الممثلة أمانة والي بأداء هذه الشخصية.
- أبو محمود السمّان: أحد المغرمين بأم أحمد. يقوم بأداء هذه الشخصية الممثل عصام عبه جي.
- أبو وصفي دلال العقارات رياض شحرور: تصفه إحدى الحلقات بأنه عريس الغفلة لأم أحمد. كل شيء بالنسبة إليه هو تجارة وصفقات حتى الزواج.
- أبو إبراهيم: المالك الأصلي للمنزل الذي تسكنه العائلة. يقوم بأداء هذه الشخصية الممثل أحمد عداس.

بالاضافه لضيوف العمل: باسم ياخور، سلافة معمار، شكران مرتجى وآخرون.

## عناوين الحلقات
- الحلقة الأولى: حظ عاثر
- الحلقة الثانية: سوء سمعة
- الحلقة الثالثة: أول الشهر
- الحلقة الرابعة: فعل خير
- الحلقة الخامسة: بقعة زيت
- الحلقة السادسة: ضيف ثقيل
- الحلقة السابعة: سوء تفاهم
- الحلقة الثامنة: رحلة موفقة
- الحلقة التاسعة: آجار واستئجار
- الحلقة العاشرة: شروع بالقتل
- الحلقة الحادية عشرة: دعاية مضادة
- الحلقة الثانية عشرة: تجارة حرة
- الحلقة الثالثة عشرة: تغيير مواصفات
- الحلقة الرابعة عشرة:استيراد وتصدير
- الحلقة الخامسة عشرة: حرب نسوان
- الحلقة السادسة عشرة:عريس الغفلة.
- الحلقة السابعة عشرة:ولادة متعسرة
- الحلقة الثامنة عشرة:عدم المؤاخذة
- الحلقة التاسعة عشرة:محضر إزعاج
- الحلقة العشرون: أم العروس
- الحلقة الحادية والعشرون: زواج مصلحة
- الحلقة الثانية والعشرون: أكلة يبرق
- الحلقة الثالثة والعشرون: ورقة يانصيب
- الحلقة الرابعة والعشرون: بلاغ كاذب
- الحلقة الخامسة والعشرون: لصوص النهار
- الحلقة السادسة والعشرون: عمار قديم
- الحلقة السابعة والعشرون: نوفي ريش
- الحلقة الثامنة والعشرون: سوبر ماركت
- الحلقة التاسعة والعشرون: غداء عمل
- الحلقة الثلاثون: أم أحمد تورز